# Nozze

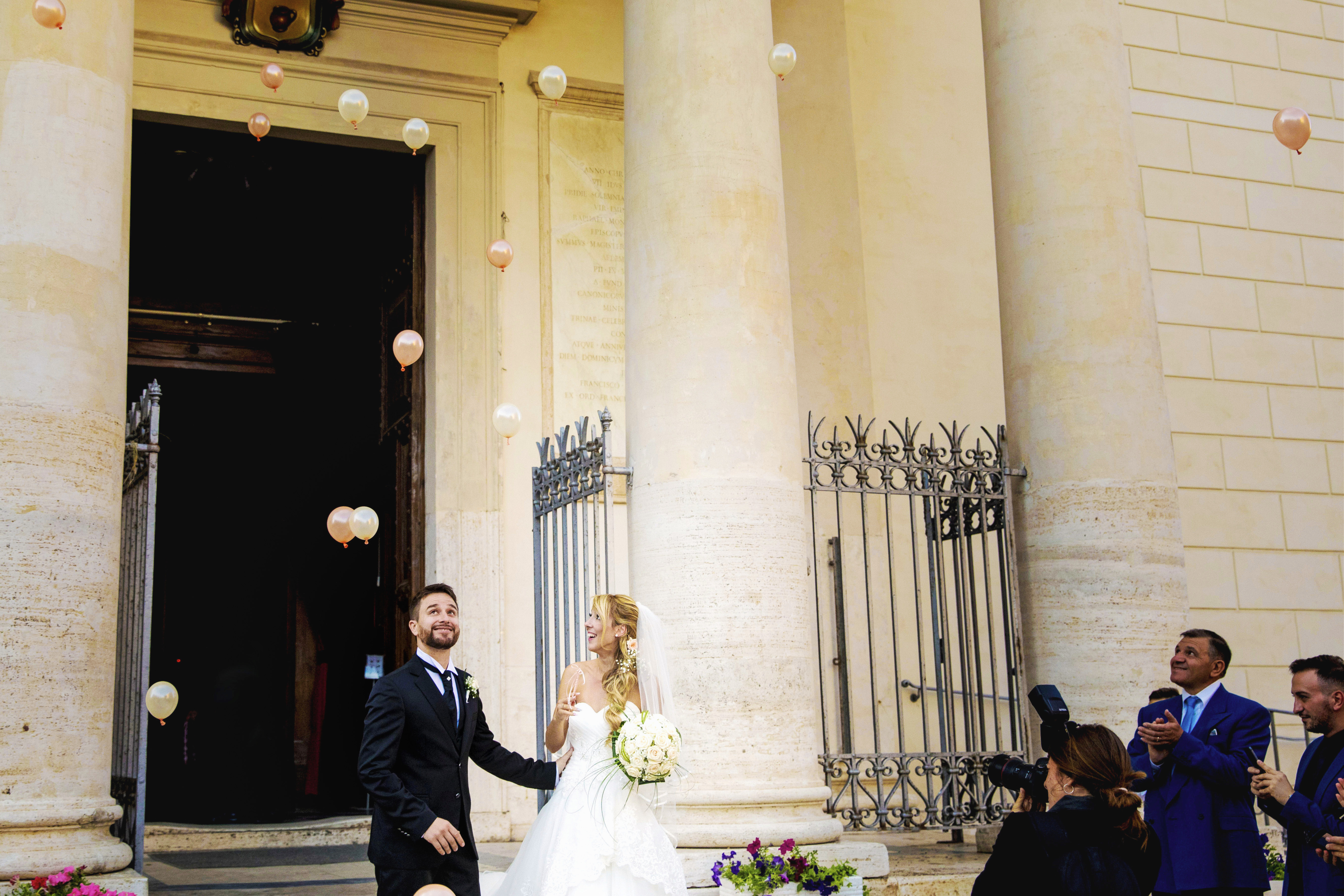
Coppia di sposi all'uscita di una chiesa in Anzio

Le nozze (dal latino nuptiae, da nuptus, nuvola o velo che la sposa indossa) sono la cerimonia o il rito di passaggio, con cui un matrimonio è attuato e annunciato alla comunità.

## Cerimonia civile e religiosa

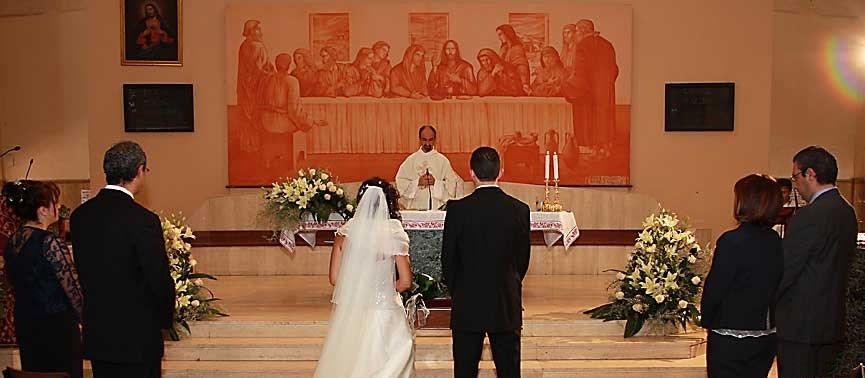
Cerimonia di nozze cattolica. Al centro, gli sposi e il sacerdote; ai lati, i testimoni degli sposi.

Gli Stati che hanno stipulato accordi con Autorità religiose (tra cui l'Italia, gli Stati Uniti, il Regno Unito, l'Irlanda e la Spagna) consentono la trascrizione agli effetti civili del matrimonio celebrato con rito religioso: in tal caso l'officiante della cerimonia religiosa svolge anche la funzione di ufficiale dello stato civile.
Negli altri casi il rito religioso non ha effetti civili e le due cerimonie sono distinte: in alcuni Paesi, pur rimanendo distinti gli effetti che producono, esse possono essere celebrate congiuntamente.

## Luogo della celebrazione

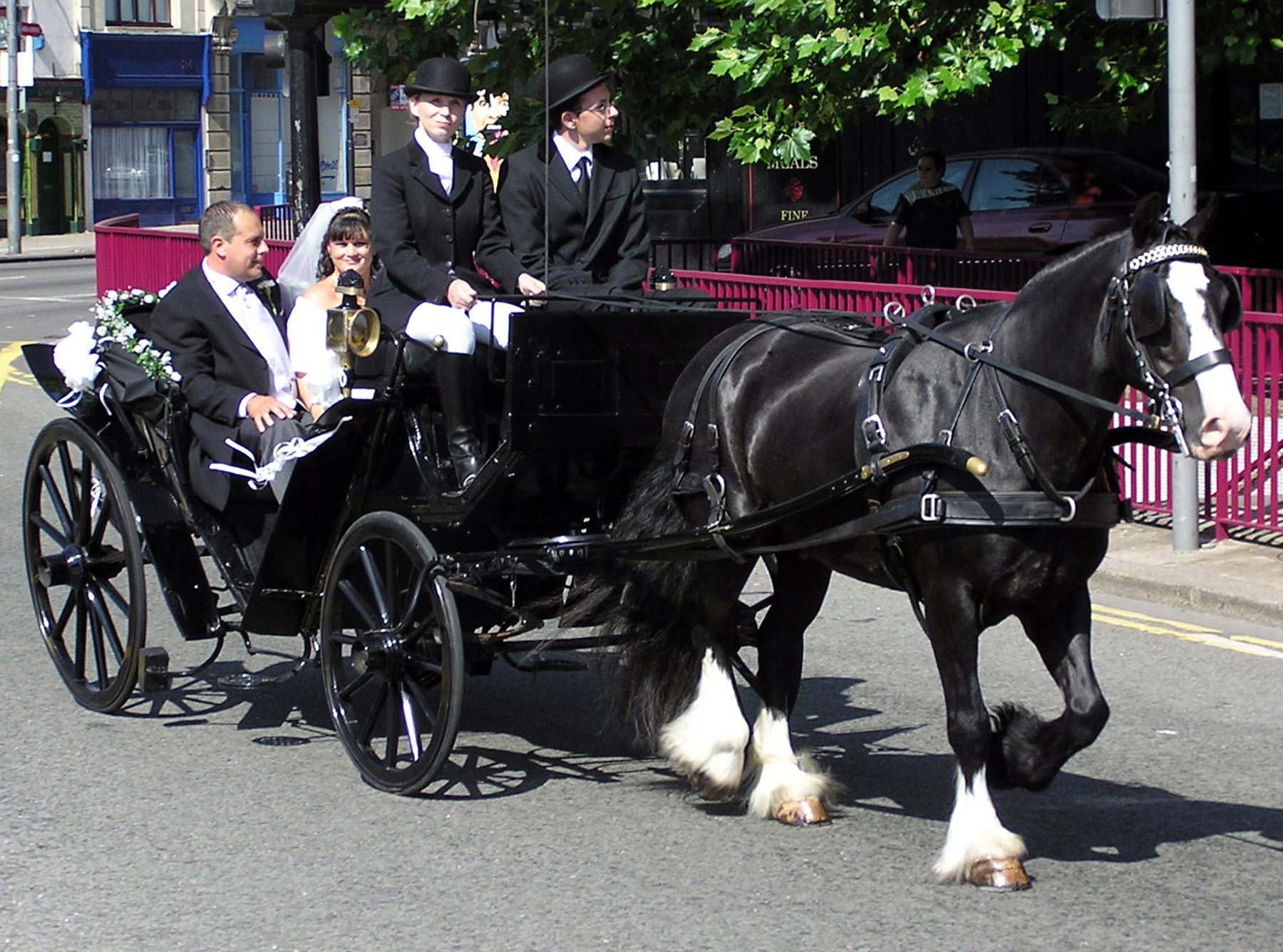
Carrozza da matrimonio a Bristol, in Inghilterra

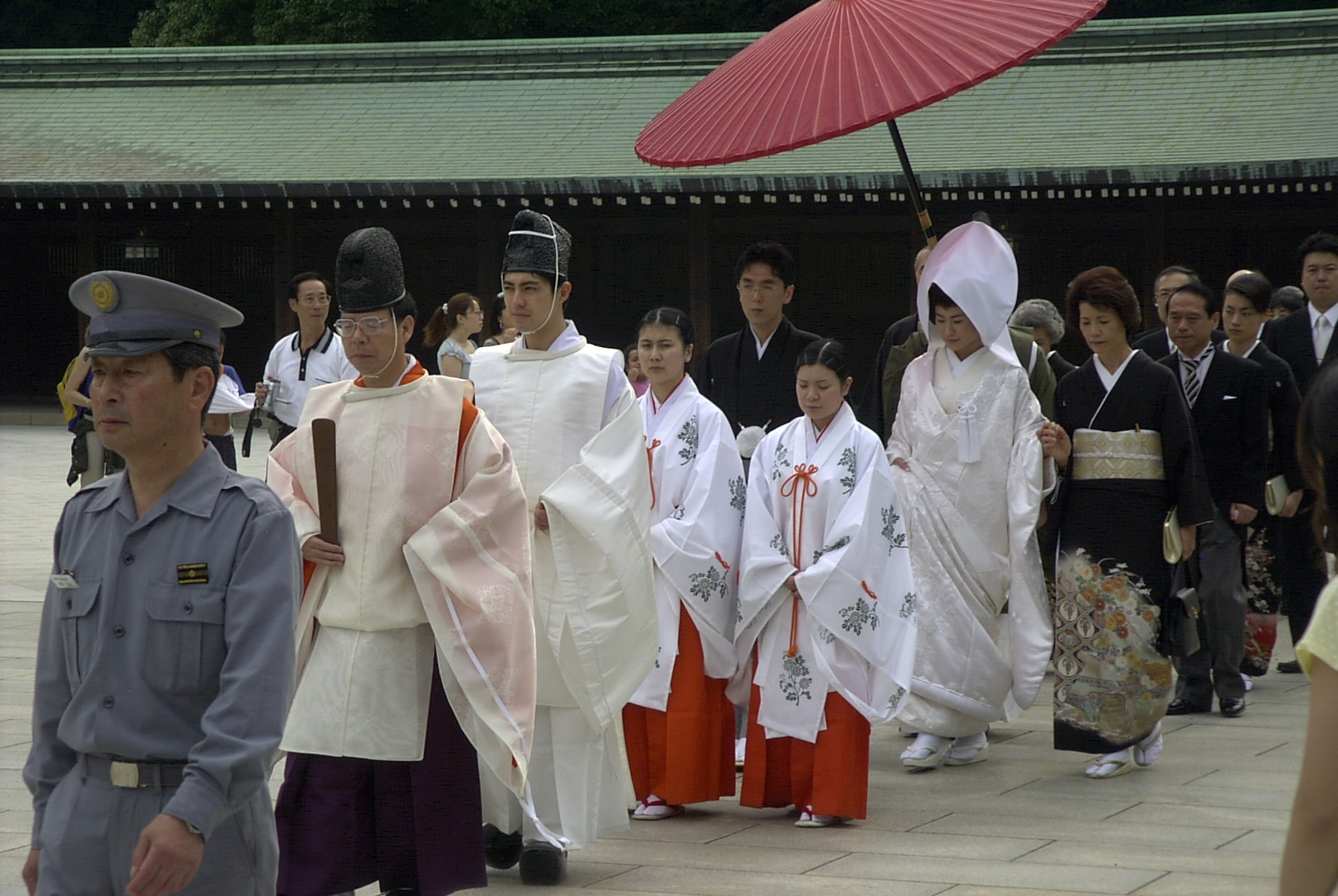
Una tradizionale cerimonia di matrimonio giapponese

Le norme che regolano sede e periodi dell'anno in cui tenere le nozze con rito civile sono variabili. Alcuni ordinamenti richiedono che almeno una delle parti risieda nella giurisdizione amministrativa dell'Ufficio del registro.
Alcuni Stati, come l'Australia e alcuni Stati degli Stati Uniti d'America consentono che le nozze si tengano in sedi private: molti personaggi pubblici, inclusi Michael Jackson ed Elton John, hanno optato di sposarsi in Australia per avere una cerimonia privata.
Altri Stati, inclusa l'Inghilterra, richiedono che la cerimonia civile sia condotta in luoghi determinati dalla legge (chiesa o ufficio del registro) e che sia aperta al pubblico. Sono previste speciali licenze d'emergenza quando una delle parti è un malato terminale.

## Usanze e tradizioni

### Il lancio del bouquet e della giarrettiera
Tra le usanze del matrimonio in Occidente ci sono il lancio del bouquet di fiori e quello della giarrettiera (meno diffuso in Italia). Tradizione vuole che gli sposi lancino a turno i due oggetti verso gli invitati non sposati e che i prossimi a sposarsi (non necessariamente tra loro) siano chi tra le donne nubili afferra al volo o è toccata dal bouquet e chi tra gli uomini fa lo stesso con la giarrettiera.

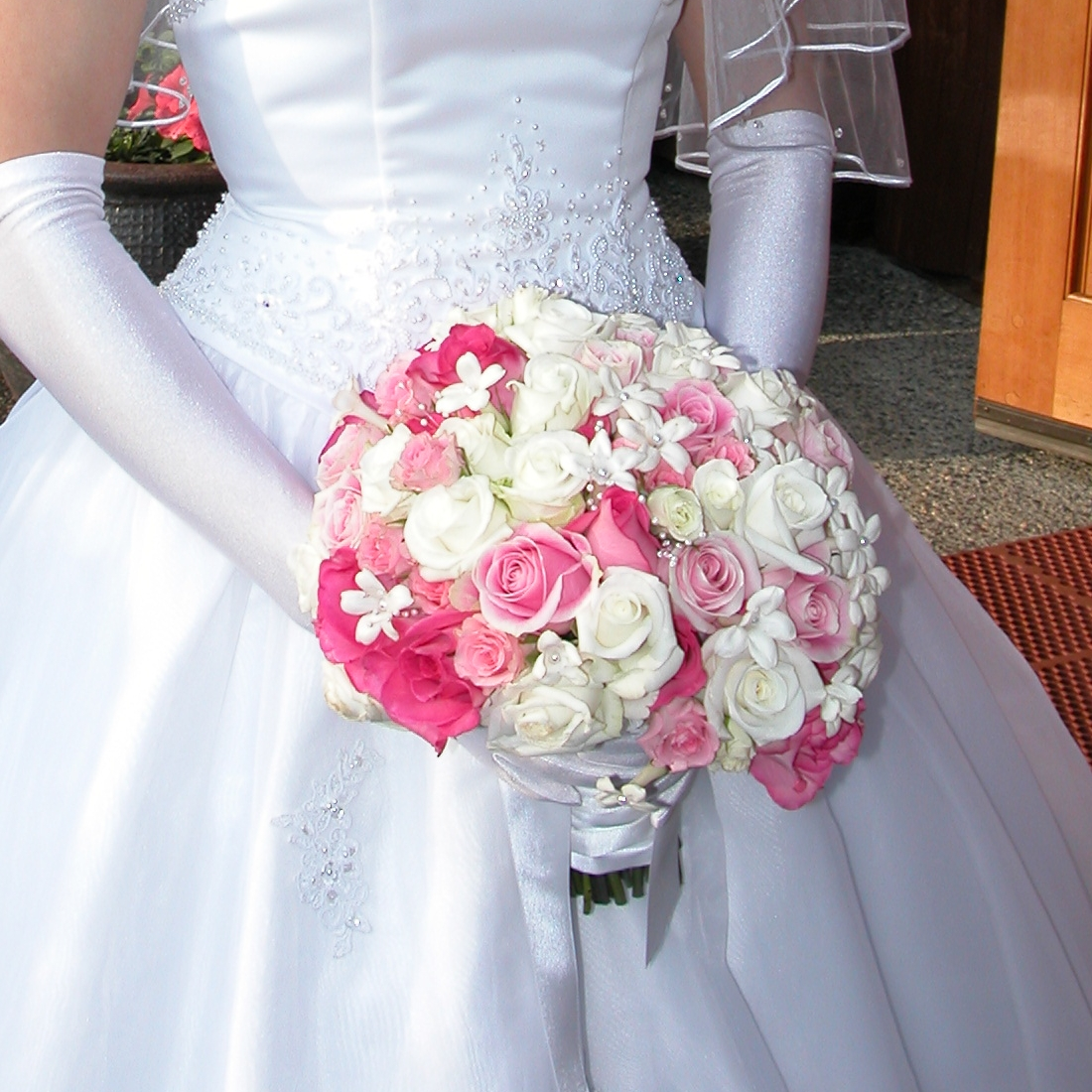
Un bouquet di fiori

L'usanza ha probabilmente origine in Europa nel XIV secolo, quando si riteneva che ottenere un pezzo del vestito della sposa portasse fortuna e gli invitati cercavano di procurarselo. In alcune versioni più tarde, risalenti al XVII secolo, la tradizione voleva che gli invitati celibi cercassero di impossessarsi delle giarrettiere della sposa, appena essa e lo sposo si fossero coricati sul letto nuziale, fissandole poi al loro cappello, come segno di buona fortuna. Col tempo queste usanze si sono trasformate nel lancio degli accessori (fiori, guanti, giarrettiera stessa, ecc.), anche per evitare che il vestito della sposa fosse rovinato, dato che allora era uno degli abiti migliori e non era necessariamente usato solo in occasione della cerimonia nuziale, o che la sposa fosse involontariamente ferita nel tentativo di uno degli invitati di impossessarsi di parte del vestito o delle giarrettiere.
Il bouquet deriva dall'abitudine, presente anche in molte culture differenti da quella occidentale/cristiana, di abbellire la sposa con fiori. Secondo alcune tradizioni rappresenterebbe anche l'ultimo dono fatto dal futuro marito in qualità di fidanzato.
Per quello che riguarda la giarrettiera, si ritiene che simboleggiasse anche la verginità della sposa, come una sorta di simbolica cintura di castità indossata fino a quel momento e rimossa dal marito in prospettiva della prima notte di nozze. Lo sposo la donava poi all'invitato prossimo a sua volta alle nozze, il quale provvedeva a farla indossare alla dama che avrebbe dovuto sposarsi per prima (eventualmente quella che aveva ricevuto il bouquet) o alla sua futura sposa (se presente).
Se per quello che riguarda il lancio del bouquet di fiori la tradizione è consolidata, per il lancio della giarrettiera non vi è invece un rituale fisso e diffuso, anche perché questo indumento è ormai poco utilizzato (soprattutto dopo la diffusione dei collant) e molte spose non lo indossano. La sempre più scarsa diffusione del lancio della giarrettiera ha anche creato la falsa credenza, sovente ripresa dai galatei per matrimoni, che si tratti di un rituale moderno. La versione tradizionale vuole che sia lo sposo a sfilare la giarrettiera e lanciarla (o consegnarla) a uno degli ospiti, ma ormai sono atti eseguiti indifferentemente dallo sposo o dalla sposa, in tutte le quattro possibili combinazioni.

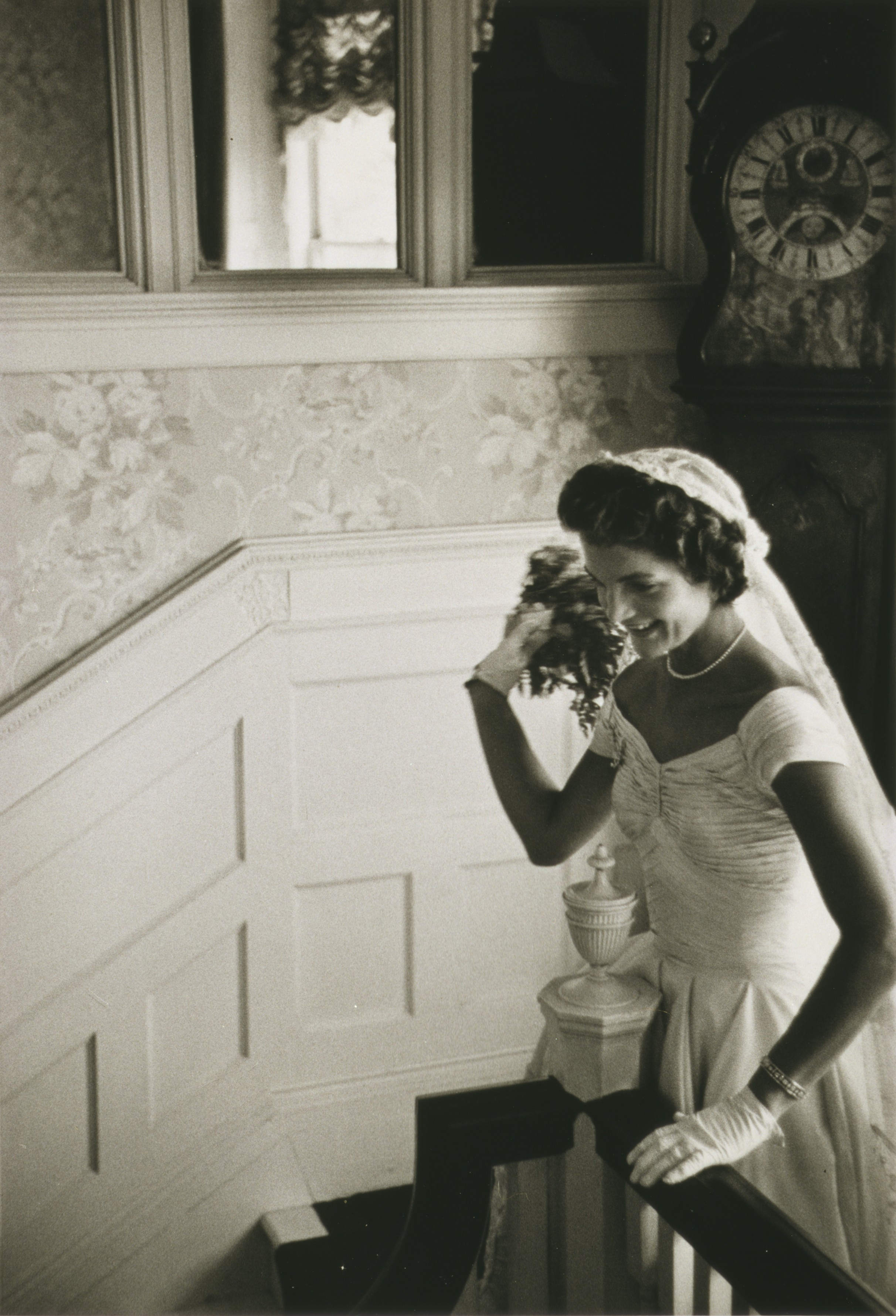
Jacqueline Kennedy lancia il bouquet, durante il ricevimento del suo matrimonio con John Fitzgerald Kennedy, nel 1953

Lo stesso rituale dello sfilare l'indumento presenta attuazioni differenti: nelle versioni più "pudiche", è ritenuto sconveniente che la sposa mostri le cosce e la giarrettiera è indossata o è spostata in occasione del lancio poco sopra il ginocchio, con la sposa che, seduta, dà il fianco agli invitati; nelle versioni più "audaci" la gonna dell'abito è alzata, eventualmente con l'aiuto delle damigelle, con la sposa di solito è in piedi o in posizione sopraelevata, in modo da porre la rimozione dell'indumento al centro dell'attenzione, sottolineando il gesto con un tocco sexy e un'adeguata musica di sottofondo.
Ricorrono versioni intermedie e numerose variazioni sul tema: per esempio, in alcune tradizioni, il marito sfila la giarrettiera con i denti infilandosi sotto la gonna; in altre l'usanza è unificata alla tradizione anglosassone dell'indossare "qualcosa di vecchio, qualcosa di nuovo, qualcosa di prestato e qualcosa di blu" (Something old and something new, Something borrowed and something blue), e la giarrettiera può essere di colore blu o avere ornamenti blu.
Se la sposa non indossa la giarrettiera, ma si vuole ugualmente effettuare un lancio verso gli uomini celibi equivalente a quello del bouquet, è a volte impiegato un bouquet più piccolo o un altro oggetto, talvolta la scarpa destra della sposa, sfilata da lei o da una delle sue damigelle o testimoni.
Una tradizione, diffusa principalmente nei secoli passati nelle zone francofone, prevedeva che la giarrettiera, invece di essere lanciata o donata intera, venisse fatta a pezzi dal marito e donata a più invitati, in modo simile a quanto si avviene in alcune zone d'Italia con la cravatta dello sposo in cambio di una piccola donazione in denaro per gli sposi (eredità del tempo in cui ai matrimoni amici e parenti facevano una colletta per aiutare gli sposi a iniziare la vita coniugale). Nei primi anni del XIX secolo, in alcune regioni italiane, lo sposo dava la giarrettiera in premio al miglior fantino della gara di equitazione, che faceva parte della cerimonia nuziale.

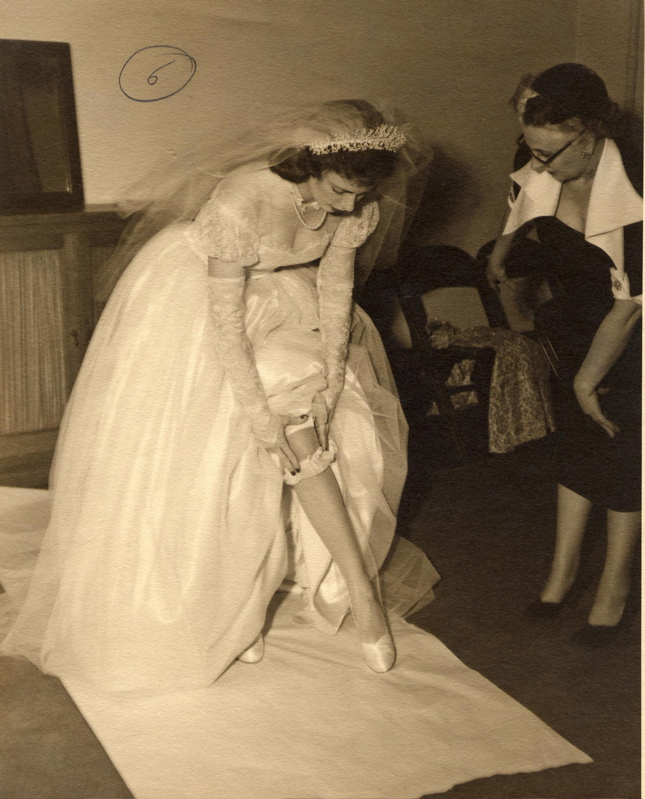
Una sposa si sfila la giarrettiera, in una foto degli anni cinquanta

In alcuni casi al posto del bouquet è usato un mazzo di fiori sciolti, in modo che il maggior numero di invitate venga colpito, o un secondo bouquet, per conservare come ricordo quello usato per la cerimonia. Lo stesso bouquet inizialmente non era sempre composto da fiori meramente decorativi: soprattutto tra le fasce di popolazione più povere, presentava erba, fiori e piante commestibili (come la calendula o il finocchio), che potevano essere quindi consumate anche nel pranzo nuziale.
Per quello che riguarda le persone colpite, in alcune versioni della tradizione è previsto che l'uomo faccia indossare la giarrettiera alla donna per poi ballare insieme, anche se non sono fidanzati; in altri casi devono prestarsi a una meno impegnativa fotografia insieme.
Con la diffusione di relazioni che, rispetto al passato, sono caratterizzate da una maggiore frequentazione tra uomo e donna e delle convivenze, in alcuni casi è ritenuto motivo di imbarazzo per donne o uomini non fidanzati essere "colpiti" dal lancio con al loro fianco coppie già formate da tempo, anche se non ancora sposate, e causa di sfortuna per queste ultime, per cui i partecipanti a volte sono ristretti alle sole coppie già formate.
Nel caso in cui una delle partecipanti avesse già fissato la data del matrimonio e non ricevesse il bouquet, l'evento potrebbe essere inteso come segno di malaugurio, per cui a volte la sposa provvede a preparare un secondo bouquet o a estrarre alcuni fiori dal primo per consegnarli simbolicamente alla futura sposa.

### Tradizioni, superstizioni e credenze per la sposa
L'abbigliamento della sposa è oggetto di tradizioni, superstizioni e credenze, a partire dal colore:
- il più comune è il bianco, simbolo di purezza e ritenuto fortunato;
- il blu indica sincerità da parte della sposa;
- il verde timidezza;
- il nero pentimento;
- l'avorio preannuncia una vita turbolenta;
- il marrone e il grigio predicono che gli sposi andranno a vivere lontano o in campagna;
- il rosa predice una perdita economica. Anticamente era indossato dalle spose non più vergini o nelle seconde nozze;
- il rosso è desiderio e passione;
- il giallo mancanza di stima da parte della sposa.

Gli invitati sono tenuti a evitare il colore bianco per il loro abbigliamento, come sarebbero tenuti, per tradizione, a evitare il nero, anche se è un colore molto usato, soprattutto nei ricevimenti serali.
Nella tradizione anglosassone, si vuole che il giorno delle nozze la sposa porti con sé:
- una cosa vecchia: simboleggia il passato, la vita antecedente al matrimonio e la sua importanza. Ogni sposa indossa un oggetto appartenente al proprio passato per non dimenticarlo nel nuovo cammino che va a intraprendere;
- una cosa nuova: è simbolo della vita che sta per cominciare e delle nuove sfide che porterà con sé;
- una cosa prestata: sarà una persona cara a prestare quest'oggetto, a simboleggiare che le persone care restano vicine anche nel passaggio dal vecchio al nuovo;
- una cosa regalata: simboleggia l'affetto delle persone che si amano;
- una cosa blu: indica sincerità e purezza da parte della sposa. Da tradizione, di questo colore sarà la giarrettiera, indossata nel caso di gonne ampie e lunghe.

Il futuro marito non può vedere il vestito da sposa prima della cerimonia: farlo porterebbe sfortuna.

## Altre tradizioni legate alle nozze

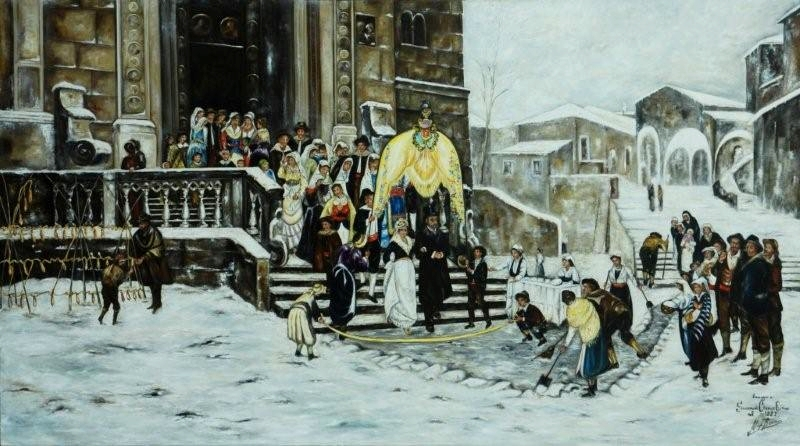
Raffigurazione di "Sposalizio in Basilicata", dipinto di Giacomo Di Chirico (secolo XIX)

### Bouquet
Alla fine della cerimonia, la sposa lancia il suo bouquet di fiori verso un gruppo di donne nubili, che competono per afferrarlo; secondo la tradizione la donna che prende il bouquet avrà la fortuna di essere la prossima a sposarsi.

### Dote
La sposa tradizionalmente portava con sé una "dote", cioè un insieme di beni che la famiglia di una sposa conferisce allo sposo con il matrimonio. Era tradizione che le famiglie lavorassero per anni per costituire la dote di una ragazza, ad esempio ricamando lenzuola e biancheria che sarebbero andate nella casa degli sposi.

### Luna di miele
L'espressione "luna di miele", che indica il tradizionale viaggio che gli sposi compiono dopo le nozze, ha origine nordica. Essa fa riferimento al primo mese di matrimonio ("luna") e all'idromele, una bevanda alcolica a base di miele che portava effetti di acidità nel grembo materno, aumentando così la fertilità. Nell'antica tradizione del Nord (cultura norrena) era usanza, dopo aver ufficialmente celebrato il matrimonio, che gli sposi trascorressero da soli il primo mese, consumando idromele ogni giorno.

### La sposa varca la soglia in braccio allo sposo
Una tradizione molto comune è quella dell'uomo che porta in braccio la sposa oltre la soglia della loro casa al loro primo ingresso. Investigando l'origine di questa tradizione attorno al 100 d.C., Plutarco formulò tre ipotesi. Nella prima sosteneva che l'atto di prendere in braccio la sposa era una messa in scena simbolica del ratto delle Sabine. Nella seconda riteneva simboleggiasse la riluttanza della sposa a entrare in un luogo dove stava per perdere la verginità. Nell'ultima suggeriva la fedeltà coniugale: essendo stata portata in casa dal marito, non l'avrebbe lasciata di sua iniziativa. Questo certamente era inquadrato nel contesto di una cultura patriarcale, nella quale si supponeva che una donna avrebbe potuto lasciare la sua casa solamente quando fosse stata così vecchia che le persone si sarebbero chieste non di chi fosse moglie, ma di chi fosse madre. È anche stato ipotizzato che questa tradizione avesse origine da una credenza romana che fosse meglio per una moglie non inciampare entrando nella nuova casa.

### Ballo
Giunti al ristorante, o in altri luoghi di festeggiamento, è usanza che gli sposi debbano ballare davanti agli invitati.

### Pioggia
In Italia si dice "Sposa bagnata, sposa fortunata", mentre in Nord Europa e negli Stati Uniti, la pioggia durante la celebrazione di un matrimonio porta sfortuna.

### Lancio del riso
La tradizione del lancio del Riso ha origine dalla tradizione cinese. La leggenda narra che durante una grave carestia un genio buono si strappò i denti e li lanciò in una palude. L'acqua trasformò i denti in semi, dai quali germogliarono un grande numero di piante di riso, che sfamarono l'intera popolazione. Da allora il riso è diventato simbolo di prosperità e lanciarlo sugli sposi simboleggia una pioggia di fertilità.

### Scambio delle fedi
Nei Paesi di cultura cristiana, gli sposi si scambiano la fede nuziale (o vera), un anello indossato al dito anulare. Lo scambio della fede era già praticato in epoca romana e pagana, come ci testimonia il giurista romano Gaio nel II secolo.

### Sottomissione della sposa al padre
Alcune antiche tradizioni matrimoniali ancora sopravvivono in qualche forma nelle cerimonie di oggi. Le donne possono ancora essere simbolicamente "date via". Tale è la tradizione secondo la quale il padre della sposa accompagna la sposa all'altare, dove l'attende lo sposo. Se la sposa è orfana, il ruolo del padre viene assunto dal maschio più anziano della sua famiglia.

### Sottomissione della sposa allo sposo
Alcune spose ancora giurano di "obbedire" ai loro mariti, e alcuni sposi giurano di "prendersi cura" delle loro mogli. Questi atti non producono effetti giuridici in Occidente. In Russia vi era la tradizione che il padre della sposa donasse al genero una verga, con ciò dandogli l'autorizzazione a picchiarla se non fosse stata obbediente.